# Beijing Senova D80
Der Beijing Senova D80 ist eine in der oberen Mittelklasse angesiedelten Limousine von Beijing Motor Corporation aus der Volksrepublik China. Die Marke lautet Beijing und die Submarke Senova. Der Hersteller selber bezeichnet Senova als Series.

## Geschichte
Eine Vorstudie zu der Baureihe D80 trug als Conzept Car noch die Bezeichnung BAIC C90L. Auf der Beijing Motor Show, der "Auto China" des Jahres 2012 ist das Concept Car präsentiert worden. In den Designprozess dieser frühen Studie war die italienische Designschmiede Fioravanti involviert. Offenbar haben es zahlreiche Details dieses Entwurfs jedoch nicht bis in die Serie geschafft.
Im August 2015 ist die Baureihe D80 des Herstellers "Beijing Auto" auf den Markt gekommen und ist mit einer Karosserielänge von 4,94 Metern in der obersten Mittelklasse angesiedelt. Das Exterieurdesign ist eine weitestgehend eigenständige Entwicklung des Herstellers und lässt die Anlehnung an das Exterieurdesign des Saab 9–5, der wohl als Inspirationsvorlage gedient haben mag, noch erkennen. Das als Unterlage benötigte Fahrgestell hat das Modell in Gestalt eines chinesischen Derivats vom Fahrgestell der Langversion der Mercedes-Benz Baureihe 212 (E-Klasse) bekommen. Die Präsentation des neuen Modells fand auf der Auto Guangzhou im November 2014 statt.
Bei seiner Größe konkurrierte das Modell gegen den Hongqi H7 und den Roewe 950. Hauptzielgruppe waren erfolgreiche Manager und Geschäftsleute aus einer gutsituierten chinesischen Mittelschicht. Angeboten wurden die Fahrzeuge der Baureihe D80 in einem gehobenen Preissegment im Bereich von 204.800 bis 268.800 Yuan (Renminbi) (umgerechnet seinerzeit zwischen 30.310 und 39.780 US-$). Allerdings lief das Modell am Markt nicht sonderlich erfolgreich: zwischen August 2015 und November 2017 sind ganze 227 Fahrzeuge von dem Modell gebaut worden. Mit dem Abbruch der Senova-D80-Baureihe im November 2017 ist die Produktion der Verbrennermodelle wohl zu Ende gegangen.
Verschiedene Motorisierungen waren für das Modell erhältlich:
ein 1,8-Liter-Reihenvierzylinder-Verbrenner mit Abgasturbolader mit 130,2 kW/177 PS,

ein 2,0-Liter-Verbrenner mit Abgasturbolader mit 150 kW/204 PS,

sowie ein 2,3-Liter-V6-Verbrenner mit Abgasturbolader mit 183,8 kW/250 PS.

Ein manuelles Getriebe soll es angeblich im Modellprogramm nicht gegeben haben, stattdessen wurde ein 7-Stufen-Automatikgetriebe angeboten.

## Elektrovariante

### EH300
Im April 2017 ist eine batterieelektrisch angetriebene Variante des Modells namens "Beijing Senova EH300 BEV" auf den Markt gebracht worden. (Der seriennahe Prototyp, der im April 2016 auf der Beijing Auto Show als Vorgeschmack auf das Modell präsentiert wurde, trug noch die Bezeichnung "EH400 BEV", was unglücklicherweise im letzten Moment geändert wurde, wodurch es wesentlich erschwert wurde, die Einführung der Elektrovariante in den Markt überhaupt mitzubekommen.) Der Elektroantrieb besitzt eine Motorleistung von 100 kW/136 PS, zu dessen Grundkomponenten eine Traktionsbatterie mit einer Ladekapazität von 54,6 kWh gehört. Die Ladedauer via Schnelllader beträgt eine dreiviertel Stunde. Das Maximaldrehmoment wird mit 210 Newtonmetern angegeben. Die Höchstgeschwindigkeit des Modells beträgt 141,7 km/h. Ein 10,1-Zoll-Touchscreen ermöglicht die integrierte Steuerung der Klimaanlage ebenso wie die des Navigationssystems, des Weiteren Multimedia inklusive der Einbeziehung von Smartphones, des Rückraumkamerasystems, ebenso wie der Totwinkelkontrolle. Der Preis der batterieelektrisch angetriebenen Variante "EH300 BEV" (ohne Extras) wird auf 279.800 Yuan geschätzt.